# ادوآردو کاراسکو
ادوآردو کاراسکو (اسپانیایی: Eduardo Carrasco‎؛ زادهٔ ۲ ژوئیه ۱۹۴۰) یک موسیقی‌دان، خواننده، فیلسوف و استاد رشتهٔ فلسفه اهل شیلی است.
او دانش‌آموختهٔ رشتهٔ فلسفه در دانشگاه کاتولیک پاپی شیلی، دانشگاه هایدلبرگ و دانشگاه شیلی است و در سال ۱۹۶۵ به همراه برادرش خولیو و دوستش خولیو نومهائوسر گروه کیلاپایون را بنا نهاد و از سال ۱۹۶۹ تا ۱۹۸۹ میلادی، خودش سرپرست گروه بود.
وی پس از اتمام تحصیلات در رشتهٔ فلسفه در سال ۱۹۷۰ میلادی، به «کنسرواتوار ملی موسیقی» در «دانشگاه شیلی» رفت تا در رشتهٔ موسیقی تحصیل کند؛ تا آنکه کودتای ۱۹۷۳ شیلی رخ داد و گروه کیلاپایون، صدای رسمی مقاومت مردم شیلی در برابر دیکتاتوری پینوشه شد.